# مركز تطوان للفن الحديث
مركز تطوان للفن الحديث هو متحف يقع في مدينة تطوان شمال المغرب، يضمّ أعمالا تشكيلية ساهم فيها كلّ من فنّانين إسبان ومغاربة مرموقين، ويسلّط الضوء على مدرسة تشكيلية مستقّلة عرفت تطورا تاريخيا وفنيا في ميدان الفن الحديث والمعاصر عبر محطات متعددة انطلاقا من منتصف القرن 19 إلى القرن 21، أطلق عليها مدرسة تطوان التشكيلية.

## معمار مركز تطوان للفن الحديث
قبل أن يصبح هذا المبنى مقرا لمركز تطوان للفن الحديث كان محطة قطار قديمة بالمدينة يعود تاريخ تدشينها إلى 4 ماي 1918، خلال مرحلة الاستعمار الإسباني لشمال المغرب، وأشرف على هندسة البناية المعماري الإسباني خوليو رودريكيس رودا، لقد تم التصميم المعماري للمحطة لتمثيل الأسلوب الرسمي السائد في مغرب ذلك العصر، حيث يعكس انسجام الثقافتين المعماريتين المغربية الأندلسية والإسبانية الكلاسيكية، توقف هذا المبنى عن تأدية دور محطة للقطار الرابط بين مدينتي تطوان وسبتة سنة 1958، قبل أن يعيد افتتاحه كمتحف للفن الحديث سنة 2013.

## أقسام المركز ومحتوياته
ينقسم إلى أربع فضاءات موضوعاتية حسب التسلسل التاريخي وذلك كالتالي:

### القاعة الأولى: مدرسة تطوان التشكيلية، المؤسسون والرواد من 1913 إلى 1956
تحتفي هذه القاعة بأعمل ماريانو برتوتشي الفنان المؤسس لمدرسة تطوان التشكيلية كما تضمّ هذه القاعة لوحات لأحد رواد هذه المدرسة وهو محمد السرغيني.

### القاعة الثانية: الرواد المغاربة وتأسيس الهوية التشكيلية المغربية من 1956 إلى 1979
تقدّم الأعمال المعروضة في هذه القاعة لمحة عن اهتمامات وتعابير الجيل الأول من التشكيليين المغاربة بعد الاستقلال.

### القاعة الثالثة: الانفتاح التشكيلي ومعارض الربيع من 1979 إلى 1993
تعكس اللوحات المعروضة في هذا القسم التطور التشكيلي لمدرسة تطوان وانفتاح الفنانين المغاربة الذين تخرجوا من مختلف المعاهد والمدارس الأوروبية.

### القاعة الرابعة: التوجهات الجديدة من 1993 إلى اليوم
تتميز الأعمال التي تنتمي إلى هذه المرحلة بمجارات التيارات العالمية المعاصرة.

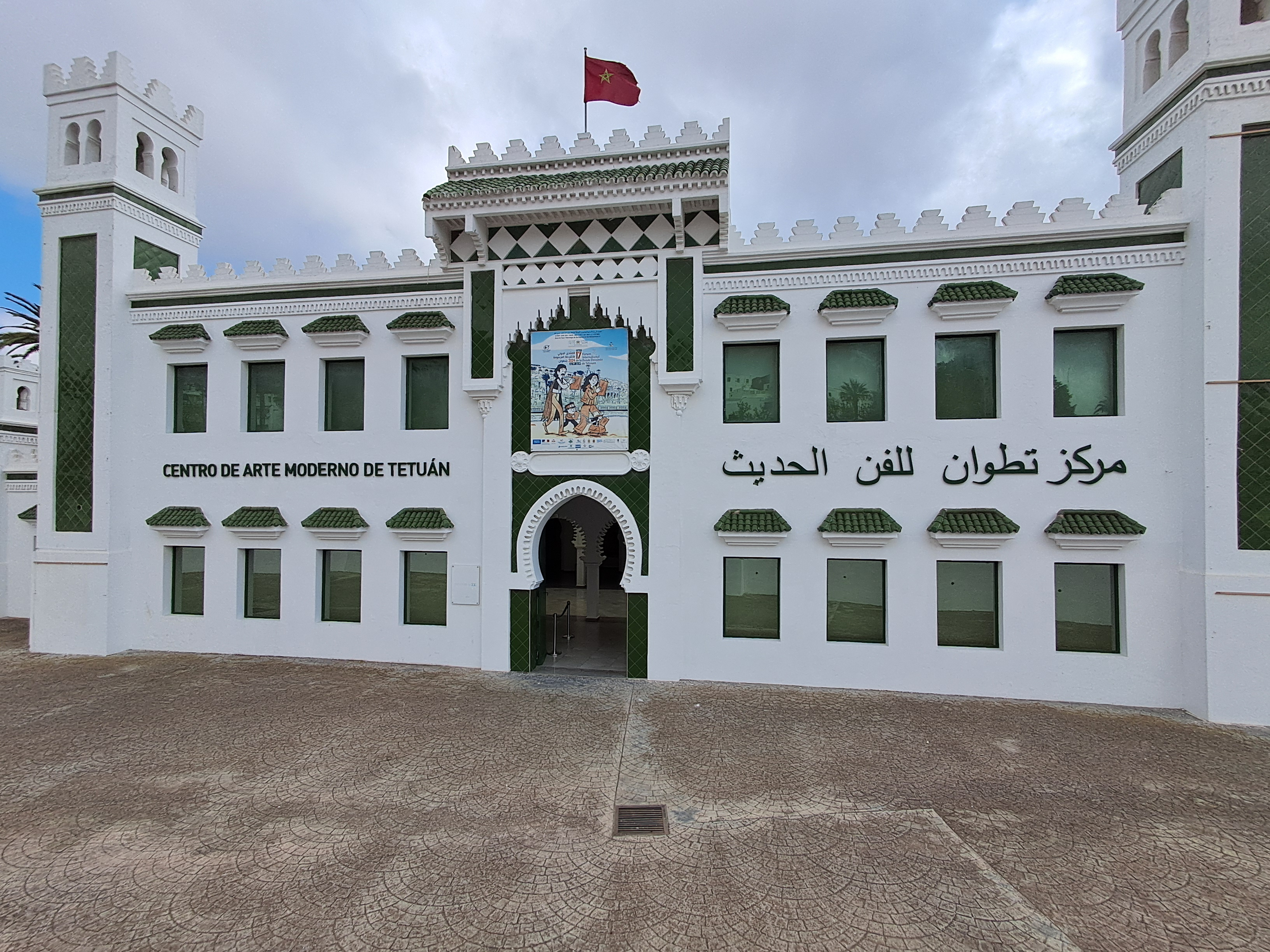
مركز تطوان للفن الحديث

ويشمل المتحف مكتبة متخصصة في الفنون التشكيلية لخدمة الباحثين والطلبة وعموم المهتمين بالتجربة التشكيلية بتطوان وبجميع أرجاء المملكة، يحتوي على أكثر من 200 لوحة تشكيلية و19 منحوتة.